# Dorsifulcrum excavatum
Dorsifulcrum excavatum là một loài bướm đêm trong họ Geometridae.